# Otacilia yangi
Espèce
Otacilia yangi est une espèce d'araignées aranéomorphes de la famille des Phrurolithidae.

## Distribution
Cette espèce est endémique du Yunnan en Chine,. Elle se rencontre vers Dali.

## Description
Le mâle holotype mesure 3,42 mm et la femelle paratype 4,85 mm.

## Étymologie
Cette espèce est nommée en l'honneur de Zi-zhong Yang.

## Publication originale
- Zhang, Fu & Zhu, 2009 : A new species of the genus Otacilia (Araneae: Corinnidae) from Yunnan Province, China. Acta Arachnologica, vol. 58, no 1, p. 1-3 (texte intégral).